# 瓦西里·捷格加廖夫
瓦西里·阿列克谢耶维奇·捷格加廖夫（羅馬化：Vasily Alekseyevich Degtyaryov；1880年1月2日—1949年1月16日），苏联轻武器设计师，1940年社会主义劳动英雄奖章获得者，同年获得技术科学博士学位。炮兵少将。1941、1942、1946、1949年四次斯大林奖金获得者（1949年为死后追授）。从1941年开始，一直为苏共党员。

## 生平
瓦西里·阿列克谢耶维奇·捷格加廖夫，俄历1879年12月21日（公历1880年1月2日）出生于图拉。
1901年，捷格加廖夫应征入伍，於罗蒙诺索夫的一所步兵军官学校的军械库车间擔任車削工。
1905年开始，他曾作为一名技师在车间担任武器射程调整的技术工作，於弗拉基米爾·格里高利耶維奇·費德洛夫的带领下，捷格加廖夫开始了俄罗斯首个自动步枪样本的研究工作，这项工作在不久之后被转移至谢斯特罗列茨克兵工厂继续进行，於1916年，這款自动步枪的研發工作取得圆满成功，此枪遂被命名为费德洛夫M1916自动步枪。
1918年开始，捷格加廖夫所在工厂由一个富有生产技术经验的兵工厂领导，不久之后成立了一个自动轻武器设计局，由费德洛夫担任设计局领导。
1928年，苏联红军开始装备DP轻机枪，在这个设计的影响下，捷格加廖夫研制了DA和DA-2航空机枪以及DT坦克车载机枪。
捷格加廖夫也参与过一些冲锋枪的设计，其中最为得意的作品为PPD-34和PPD-40冲锋枪，又称捷格加廖夫冲锋枪。
1930年，捷格加廖夫设计了一款12.7mm的大口径机枪，名为DK 重机枪，1938年，什帕金（PPSh-41冲锋枪的设计者）将此枪做了一番升级改造，命名为DShK重机枪。
1939年，捷格加廖夫设计了一款重机枪，DS-39中型機槍，此枪被苏军运用于苏芬战争，但在实战中，苏军官兵发现此枪的弹链供弹结构经常卡住弹壳。并且操作过于复杂，且频频发生故障，故而不久之后此枪退役。
而在衛國戰爭期间，苏军采用了捷格加廖夫所设计的PTRD-41反坦克步槍與RPD轻机枪。
捷格加廖夫是继史達林之后，第二个获得“社会主义劳动英雄”勋章荣誉的人。
捷格加廖夫于1949年1月16日逝世，并被葬于科夫罗夫的圣约翰军事公墓，当年捷格加廖夫在科夫罗夫的住所现如今变成了一个博物馆，1916年8月27日成立的位于科夫罗夫的捷格加廖夫工厂亦是以捷格加廖夫的名字命名。

## 所获荣誉
- 社会主义劳动英雄“镰刀与锤子”奖章（1940年1月2日）
- 斯大林奖金，一等奖（1941年）
- 斯大林奖金，二等奖（1942年）
- 斯大林奖金，二等奖（1946年）
- 斯大林奖金，一等奖（1949年）（逝世后追授）
- 三次获得列宁勋章（1933年2月21日，1940年1月2日，1944年1月5日）
- 一级苏沃洛夫勋章（1945年9月16日）
- 二级苏沃洛夫勋章（1944年11月18日）
- 劳动红旗勋章（1942年6月3日）
- 红星勋章（1932年4月7日）